# Грийнлийф
Грийнлийф (на английски: Greenleaf) е град в окръг Кениън, щата Айдахо, САЩ. Грийнлийф е с население от 862 жители (2000) и обща площ от 1,9 km². Намира се на 735 m надморска височина. ЗИП кодът му е 83626, а телефонният му код е 208.